# Lagan (Schweden)
Lagan ist ein Ort (tätort) in der schwedischen Provinz Kronobergs län und der historischen Provinz Småland. Der Ort in der Gemeinde Ljungby liegt etwa zehn Kilometer nördlich von Ljungby am gleichnamigen Fluss, unweit der Europastraße 4.

## Geschichte
Ursprünglich bestand Lagan aus den Siedlungen Åby, Prästtorp und Alt-Åby, die sich um eine Textilfabrik angesiedelt hatten. Der Ort entwickelte sich weiter, nachdem noch die Eisenbahn und das Kraftwerk am Fluss Lagan dazukamen. Die Kirche von Lagan heißt „Berga Kyrka“. Sie liegt etwas nördlich von Åby und ist die zentrale Kirche der Kirchengemeinde Berga. Im Jahr 1279 erhielt Bischof Henrik (Bischof von Linköping) von König Magnus Ladulås das Privileg, in Berga eine Stadt zu errichten. Diese Urkunde ist der älteste erhaltene „Stadsprivilegbrev“ in Schweden. Die Stadtrechte wurden nie widerrufen, die Stadt jedoch auch nie errichtet, da Bischof Henrik einige Jahre nach Erteilung der Stadtrechte starb.

## Wirtschaft
Lagan hat einige Industriegebiete, wovon das größte im westlichen Teil des Ortes direkt an der E4 liegt. Lagan bietet ungefähr 1970 Arbeitsplätze, hauptsächlich in der Fertigung und Herstellung.
Die bekanntesten Firmen sind:
- Swedrive AB ist ein Hersteller für Spezialgetriebe
- Bergtex AB (Betten und Zubehör)
- Sundström Safety AB (Atemschutzausrüstung)

## Söhne und Töchter des Ortes
- Margareta Strömstedt (1931–2023), Schriftstellerin, Journalistin und Übersetzerin